# Sviatoslav Semiónov
Sviatoslav Semiónov (Kiev, Ucrania, Unión Soviética, 2 de febrero de 1962) es un nadador soviético retirado especializado en pruebas de estilo libre media distancia, donde consiguió ser subcampeón mundial en 1982 en los 400 metros estilo libre.

## Carrera deportiva
En el Campeonato Mundial de Natación de 1982 celebrado en Guayaquil (Ecuador), ganó la medalla de plata en los 400 metros estilo libre, con un tiempo de 3:51.43 segundos, tras el nadador también soviético Vladimir Salnikov; y también ganó la plata en los 1500 metros estilo libre, con un tiempo de 15:05.54 segundos, de nuevo tras su compatriota Vladimir Salnikov.